# Lasse Wehmeyer
Lasse Wehmeyer (Münster, 18 september 2002) is een Duits voetballer die doorgaans speelt als vleugelaanvaller, maar ook inzetbaar is als middenvelder. In juli 2024 verruilde hij Heracles Almelo voor VVV-Venlo.

## Clubcarrière
Wehmeyer speelde in de jeugd van SV Burgsteinfurt, voordat hij in 2013 werd opgenomen in de FC Twente / Heracles Academie. Eind september 2022 werd de Duitser voor het eerst opgenomen in de wedstrijdselectie van Heracles Almelo, voor de competitiewedstrijd tegen FC Den Bosch. In die wedstrijd maakte hij ook zijn debuut. Joey Konings opende de score namens Den Bosch, maar door goals van Emil Hansson en Abdenego Nankishi won Heracles met 1–2. Wehmeyer moest van coach John Lammers op de reservebank beginnen en hij viel vier minuten voor tijd in voor Samuel Armenteros. In de week na zijn debuut werd de vleugelspeler definitief overgeheveld naar het eerste elftal.
Wehmeyer tekende in december 2022 een contract tot medio 2025 bij Heracles met een optie voor nog een jaar. Op 3 februari 2023 kwam hij voor het eerst tot scoren. Tegen Jong FC Utrecht hadden Nikolai Laursen, Justin Hoogma, Anas Ouahim en Emil Hansson gescoord, net als tegenstander Mees Rijks. Daarna viel Wehmeyer in voor Ismail Azzaoui, waarna hij tweemaal tot scoren kwam en de uitslag bepaalde op 6–1. Aan het einde van het seizoen promoveerde Heracles als kampioen van de Eerste divisie naar de Eredivisie. In zijn eerste profjaar kwam Wehmeyer nog tot twintig competitiewedstrijden, maar na de promotie kreeg hij op het hoogste niveau minder speeltijd, in zeven competitieduels.
In juni 2024 werd zijn contract ontbonden. Heracles liet hem transfervrij vertrekken naar eerstedivisionist VVV-Venlo waar hij een tweejarig contract tekende met een optie voor nog een seizoen en zodoende herenigd werd met voormalig Heracles-trainer Lammers.

## Clubstatistieken
| Seizoen | Club            | Competitie     | Competitie | Competitie | Beker | Beker | Nacompetitie | Nacompetitie | Totaal | Totaal |
| Seizoen | Club            | Competitie     | Wed.       | Dlp.       | Wed.  | Dlp.  | Wed.         | Dlp.         | Wed.   | Dlp.   |
| ------- | --------------- | -------------- | ---------- | ---------- | ----- | ----- | ------------ | ------------ | ------ | ------ |
| 2022/23 | Heracles Almelo | Eerste divisie | 20         | 4          | 2     | 0     | —            | —            | 22     | 4      |
| 2023/24 | Heracles Almelo | Eredivisie     | 7          | 0          | 1     | 0     | —            | —            | 8      | 0      |
| 2024/25 | VVV-Venlo       | Eerste divisie | 34         | 3          | 0     | 0     | —            | —            | 34     | 3      |
| 2025/26 | VVV-Venlo       | Eerste divisie | 2          | 0          | 0     | 0     | —            | —            | 2      | 0      |
| Totaal  | Totaal          | Totaal         | 63         | 7          | 3     | 0     | 0            | 0            | 66     | 7      |

Bijgewerkt op 16 augustus 2025.

## Erelijst
| Eerste divisie | 1 | 2022/23 |